# Vehicul de test
Un prototip camuflat (vehicul de test, sau pur și simplu prototip) este în industria auto un automobil echipat cu componente prototip care necesită testare. Ele sunt adesea camuflate pentru a ascunde designul.

## Aplicație

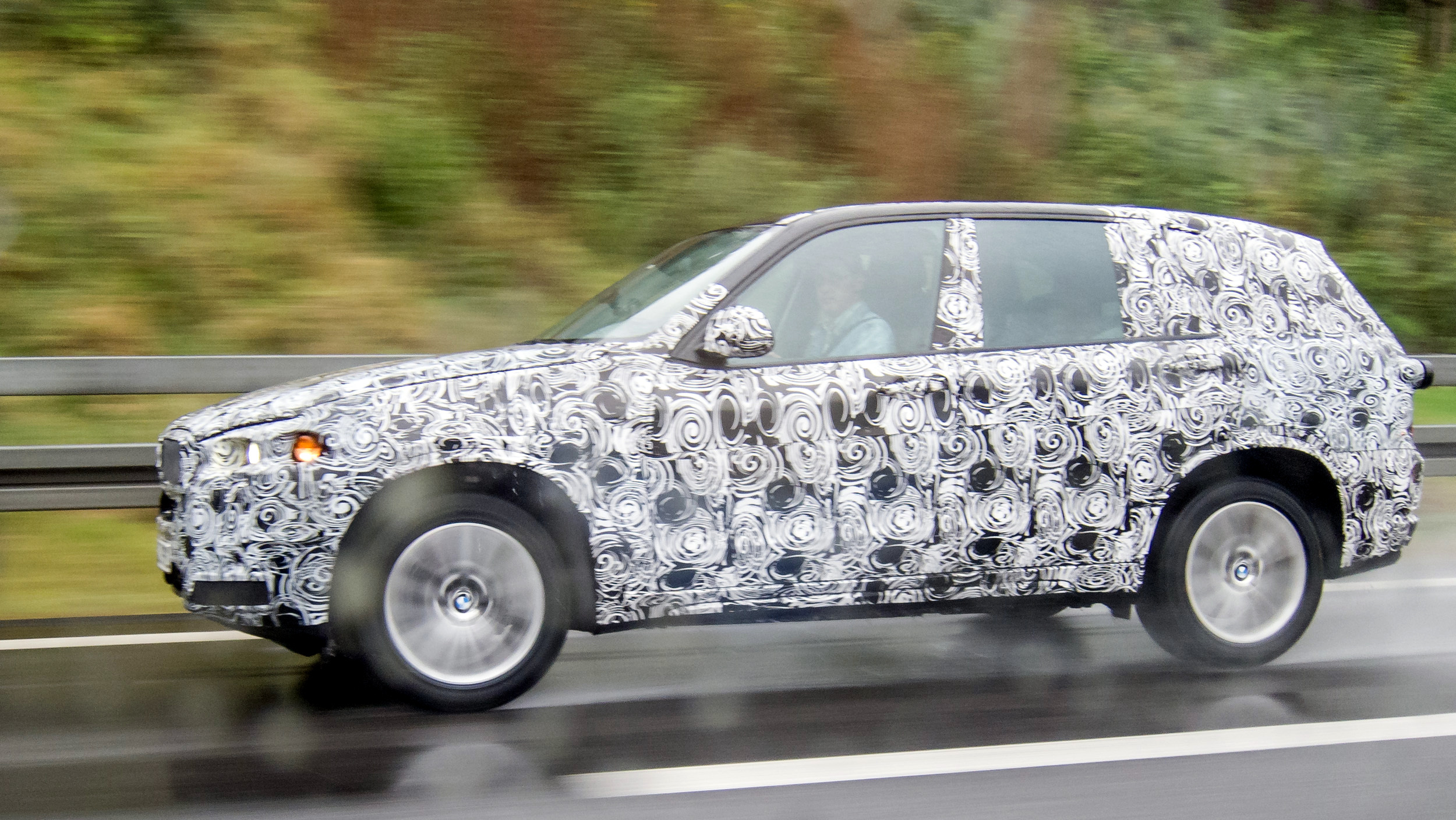
Un prototip camuflat de BMW X5 lângă München în octombrie 2013

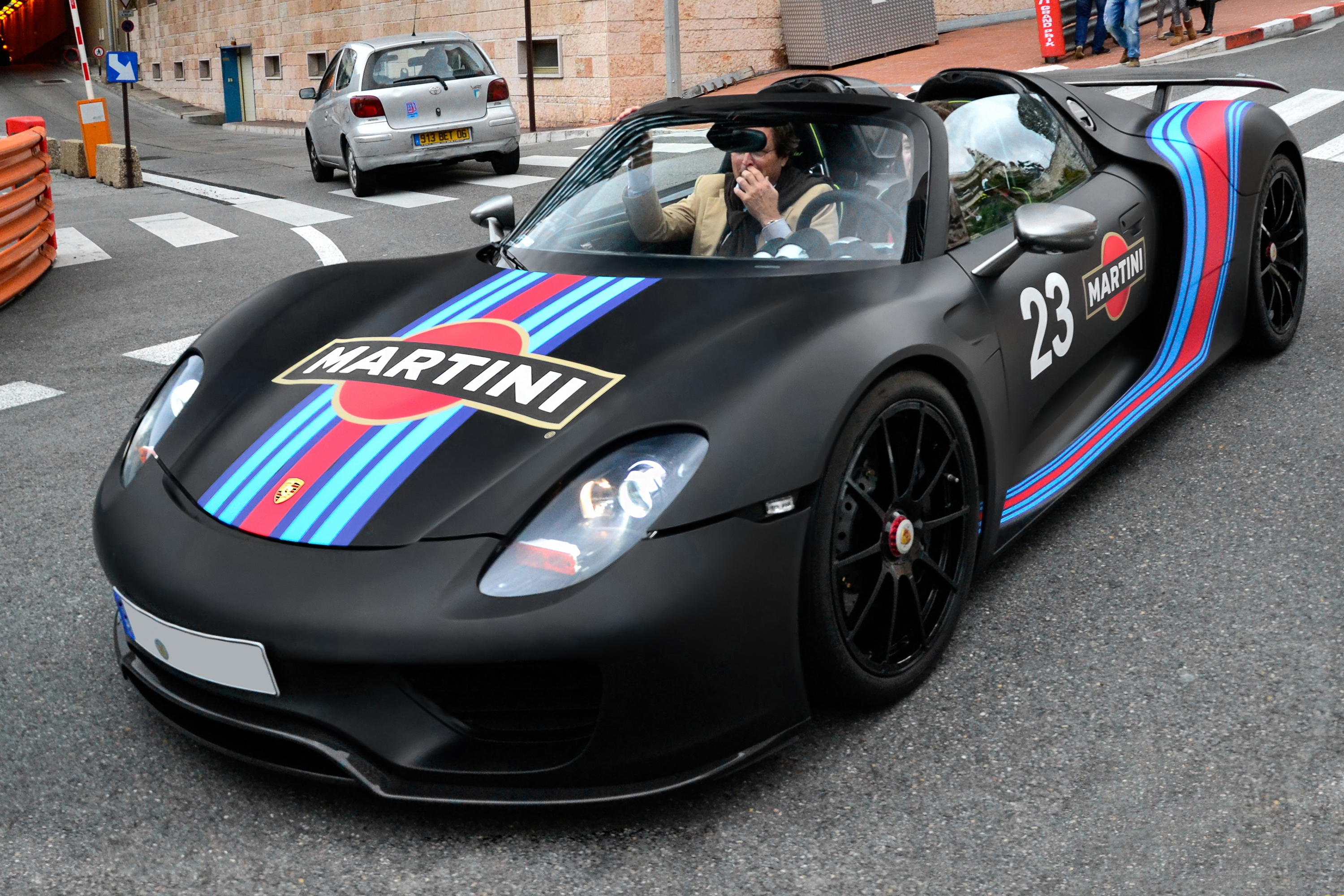
Un Porsche 918 Spyder de test în Monaco

Prototipurile sunt necesare deoarece producătorii de automobile trebuie să evalueze aspectele vehiculelor atât pentru punctele tari, cât și pentru slăbiciuni, înainte de a intra în producție. Sunt vehicule care pot fi conduse, adesea în stagiul de pre-producție, uneori la ani distanță de o dată oficială de lansare.